# مارول نهایی
مارول نهایی یا زمین ۱۶۱۰ که بعداً به نام کمیک‌های نهایی شناخته شد، اثری از کتاب‌های کمیک منتشر شده توسط مارول کامیکس بود که نسخه‌های موازی از شخصیت‌های ابرقهرمان این شرکت از دنیای مارول نهایی را به نمایش می‌گذاشت. این شخصیت‌ها عبارتند از؛ مرد عنکبوتی، مردان ایکس، نهایی‌ها (انتقام جویان زمین ۱۶۱۰)، چهار شگفت‌انگیز و دیگران. این اثر چاپی در سال ۲۰۰۰ با انتشار کمیک‌های؛ مرد عنکبوتی نهایی و مردان ایکس نهایی و به ترتیب نهایی‌ها (انتقام جویان دنیای نهایی) و چهار شگفت‌انگیز نهایی در سال ۲۰۰۲ و ۲۰۰۴ به ترتیب داستان‌های اصلی را برای کاراکترها تهیه کردند. زمان مارول نهایی به عنوان بخشی از چندوجهی مارول کامیکس به عنوان زمین-۱۶۱۰ معرفی شده است.
دنیای نهایی، به عنوان بخشی از یک راه‌اندازی مجدد در مقیاس بزرگ از چندوجهی همه چیز جدید، همه چیز متفاوت مارول، در پایان داستان مجموعه "جنگ های سری" سال ۲۰۱۵ پایان یافت، هنگامی که شخصیت‌های منتخب از دنیای نهایی به سمت جهان اصلی حرکت کردند. با این حال، برایان مایکل بندیس نویسنده در پایان مینی کمیک ۲۰۱۷ مردان عنکبوتی II را خلق کرد که جهان نهایی و ابرقهرمانان آن هنوز هم وجود دارند.
بین ژوئن و سپتامبر ۲۰۲۳، مارول مینی سریال تهاجم نهایی را که توسط جاناتان هیکمن نوشته شده بود ، با هنر برایان هیچ، یکی از خالقان نهایی ها منتشر کرد . 
وقایع این مینی‌سریال با ایجاد یک جهان نهایی راه‌اندازی‌شده به‌عنوان زمین ۶۱۶۱۰ به اوج خود رسید ، که به‌عنوان زمینه‌ای برای مجموعه‌ای از کتاب‌های جدید تحت پرچم مارول نهایی ، که با همان نام جهان نهایی شماره ۱ در نوامبر ۲۰۲۳ آغاز شد، عمل می‌کند. اثر نهایی جدید همچنین شامل نسخه‌های جدید مرد عنکبوتی نهایی ، مردان ایکس نهایی و نهایی ها و همچنین داستان مستقل پلنگ سیاه نهایی است .

## تاریخچه مارول نهایی

### ماقبل تاریخ
زندگی در این زمین ۲۰۰ میلیون سال پیش شروع به توسعه کرد. در عرض پنجاه میلیون سال، به سرعت به انبوه گونه‌هایی تبدیل شد که امروزه وجود دارند، که توسط دایناسورهایی مشابه دایناسورهایی که در دوره کرتاسه اواخر زندگی واقعی ۱۵۰ میلیون سال پیش اداره می‌شدند. به دلیل تفاوت های شدید بین تکامل حیات بین دنیای واقعی و زمین-۱۶۱۰، دقیقاً مشخص نیست که دایناسورها چه زمانی منقرض شدند و چه زمانی انسان ها برای اولین بار تکامل یافتند.
بیش از ۱۰۰۰۰ سال پیش، آتلانتیس و لموریا به عنوان پیشرفته ترین تمدن های شناخته شده در زمین باستان وجود داشتند و علیه یکدیگر جنگ می کردند.
این جنگ باعث نابودی دو امپراتوری شد و برخی از بازماندگان مانند نامور جنایتکار باقی ماند . ناانسان ها نیز در آن زمان وجود داشتند و تا به امروز در شهر خود آتیلان در هیمالیا از جامعه بشری پنهان مانده بودند.

### طلوع قرن بیستم
در قرن بیستم، گونه‌های بیگانه معروف به چیتاوری ، که قبلاً در سال ۱۷۷۷ از زمین دیدن کرده بودند، تلاش کردند تا زمین را فتح کنند. در سال ۱۹۰۴، یک اندروید بیگانه به نام ویژن روی زمین فرود آمد تا نژاد بشر را برای آمدن سیاره خوار معروف به گا لک توس آماده کند . به دلیل نقص، کشتی ویژن در قلمرو تونگوسکا روسیه فرود آمد و رویداد تونگوسکا را ایجاد کرد و توسط دولت شوروی در یک پناهگاه نظامی مخفی نگهداری شد. سال‌ها بعد در سال ۱۹۲۰، چیتاوری‌ها به سیاست آلمان نفوذ کردند و رویدادهایی را آغاز کردند که در نهایت به جنگ جهانی دوم منجر شد. چیتائوری فن آوری های پیشرفته تسلیحاتی را به آلمان نازی عرضه کرد. متفقین از این تهدید بیگانه آگاه شدند و مصمم به توقف آن بودند.
در این زمان، دولت ایالات متحده، تحت رئیس جمهور فرانکلین روزولت، به دنبال ایجاد ابر سربازان در تلاش جنگ بود. دو سرباز به نام‌های نیکلاس فیوری و جیمز هاولت کانادایی دستگیر شدند و برای این پروژه آزمایش شدند. هاولت به یک مرکز راه دور فرستاده شد و در آن آزمایش شد که بعداً به عنوان تأسیسات سلاح ایکس شناخته شد ، در حالی که فیوری به نیویورک فرستاده شد تا برای آزمایشی به نام پروژه تولد دوباره به سایر آزمایش‌کنندگان آفریقایی-آمریکایی بپیوندد.
فیوری اولین سرباز فوق العاده موفقی بود که از پروژه تولد دوباره بیرون آمد. پس از آن او از نیروی غیرانسانی خود استفاده کرد تا از مرکز خارج شود و سایر آزمودنی ها را آزاد کند. در تاسیسات سلاح ایکس، دولت کانادا در حالی که تلاش می کرد ابر سرباز خود را بسازد، به طور تصادفی یک ژنوم جهش یافته جدید ایجاد کرد. آن ژنوم به زودی در سراسر جهان گسترش می یابد و گونه جدیدی از ابرانسان ها به نام جهش یافته گان را ایجاد می کند . 
با موفقیت نیکلاس فیوری، پروژه تولد دوباره سرانجام پسری جوان و ضعیف به نام استیون راجرز را انتخاب کرد که کاپیتان آمریکا شد. تا سال ۱۹۴۰، کاپیتان آمریکا بخشی از عملیات حمله به یک مجتمع موشکی نازی در ایسلند بود که یک موشک هسته‌ای هیدروژنی را در اختیار داشت و در سرزمین اصلی آمریکا هدف قرار گرفت. کاپیتان آمریکا موشک را در حین بلند شدن خراب کرد و پس از انهدام موشک که او را در دریای قطب شمال فرو برد، در یک انیمیشن معلق به کمای ۶۰ ساله فرستاده شد.

### تولد جهش یافته ها
سال‌ها بعد، اریک لنشر ، فرزند جهش یافته دو دانشمندی که برای سلاح ایکس کار می‌کردند، جهش‌یافته زیرو با نام مستعار ولورین (جیمز هاولت) را آزاد کرد و مادرش و سایر عوامل سلاح ایکس را به خاطر کاری که با جهش‌یافته‌ها انجام داده بودند، کشت، اریک رفت و به دنبال جهش یافته دیگری به نام چارلز خاویر شد.
اریک به آنها پیشنهاد داد که یک برادری تشکیل دهند که توسط جهش یافته ها برای محافظت از نوع خود و ایجاد زندگی جدید دور از دسترس بشر تشکیل شده است، چارلز بعداً با نقشه اریک متقاعد شد و آن دو زن انسانی خود را ترک کردند و شروع به جمع آوری جهش یافته های دیگر از سراسر جهان کردند.
در حالی که آنها در سراسر سرزمینی ناشناخته سفر می کردند، چارلز، اریک و فرزندانش واندا و پیترو به طور تصادفی در سرزمین وحشی فرود آمدند.جایی که آنها با قبیله ای از انسان ها ملاقات می کنند. در میان آنها کازار و شانا جوان بودند . چارلز و اریک این سرزمین عجیب را ایده آل برای اهداف خود یافتند و برادران برتری جهش یافته یک سکونتگاه مخفی در سرزمین وحشی ایجاد کردند. ماه‌ها بعد، چارلز از این شهرک‌سازی ناامید شد، زیرا اریک به طور فزاینده‌ای رادیکال‌تر و ظالم‌تر شد، و پس از اینکه چارلز در رهبری قیام علیه اریک ناکام ماند، سعی کرد فرار کند اما با یک میخ فلزی از ناحیه ستون فقرات او اصابت کرد.
این باعث شد چارلز فلج شود، اما او همچنان توانست از جزیره فرار کند، هفته‌ها بعد، قبایل کا-زار و شانا توسط اریک سلاخی شدند که اکنون خود را مگنیتو می‌نامد تا سرزمین وحشی را تنها به مکانی برای جهش یافته‌ها تبدیل کند.

### جنگ فوق بشری
نیک فیوری پس از کنار آمدن با گذشته خود به ارتش ایالات متحده بازگشت، بدون اینکه زحمتی برای پنهان کردن نام خود داشته باشد. سرانجام فیوری به یک قهرمان جنگ تبدیل شد. به زودی، فیوری تحت فرماندهی شیلد قرار گرفت، اما زمانی که سلاح ایکس سرباز فوق‌العاده خود، هاولت را به کار گرفت، Fury مأمور شد تا از سلول حمل‌ونقل او در طول درگیری در خاورمیانه محافظت کند. وقتی هاولت آزاد شد و نگهبانانش را کشت، فیوری را شناخت اما نه قبل از اینکه یکی از چشمانش را کند.
هاولت فیوری را به یک پایگاه آمریکایی بازگرداند، فرمانده تادئوس "تندربولت" راس هنگام بهبودی متوجه شد که فیوری اولین سرباز فوق‌العاده از پروژه تولد دوباره است و به او اطلاع داد که دولت در حال فعال‌سازی مجدد برنامه سرباز فوق‌العاده است، تا حدی به دلیل این واقعیت که بشر باید برای یک جنگ ژنتیکی اجتناب‌ناپذیر آماده شود. با رشد جمعیت جهش یافته به فیوری این فرصت داده شد که سرپرستی همه چیز را بر عهده بگیرد. او موافقت کرد و تیمی از دانشمندان برتر از جمله فرانکلین استورم، ریچارد پارکر، بروس بنر و اعجوبه نوجوان هنک پیم را گرد هم آورد تا روی پروژه تولد دوباره  کار کنند، تلاشی برای بازسازی سرم فوق العاده سربازی که کاپیتان آمریکا را ایجاد کرده بود،
فیوری به تیمش نمونه خون خود را داد تا پروژه را شروع کنند و به آنها گفت که آثار فرمول فوق سرباز درون آن را مهندسی معکوس کنند، فیوری به دلایل نامعلومی ایده جذب هوارد یا تونی استارک را رد کرد. ساختمان باکستر تلاش می‌کرد تا فرانکلین استورم را متقاعد کند که فرماندهی عملیات آنها را به دست بگیرد، در حالی که ریچارد پارکر با ادوارد براک کار می‌کرد تا یک لباس همزیستی برای بهبود بیماری‌ها و جراحات بسازد. 
خوشبختانه پیم و دکتر بنر با نمونه خون فیوری موفق شدند، از آنجایی که فیوری استفاده از آزمودنی های انسانی را ممنوع کرده بود، بنر فرمول جدید را روی خود آزمایش کرد، با این حال، نتیجه فاجعه‌بار بود، زیرا این نسخه از سرم او را به هیولایی غیرقابل کنترل تبدیل کرد که به عنوان هالک شناخته می‌شد. هنک پیم قبل از اینکه بنر کاملاً دگرگون شود از صحنه فرار کرد، اما متأسفانه ریچارد و همسرش مری در انفجاری که توسط هالک ایجاد شد به‌شدت مجروح شدند و تقریباً کشته شدند، اما با دیدن یک کودک پیتر پارکر، هالک دوباره به بنر تبدیل شد و از کاری که انجام داده بود شوکه شد.

### عصر قهرمانان
در قرن بیست و یکم، جهش‌یافته‌ها به طور گسترده‌ای شناخته می‌شدند و عموم مردم از آن می‌ترسیدند که بخشی از آن به دلیل اقدامات تروریستی مگنیتو و اخوان‌المسلمین او بر روی جمعیت انسانی بود. این امر منجر به این شد که دولت دستور ایجاد ربات‌های شکارچی جهش یافته، نگهبانان  را صادر کند. عملیات مگنیتو در حمله او و اخوان المسلمین به واشنگتن دی سی به اوج رسید و تقریباً شهر را ویران کرد. این حمله توسط چارلز خاویر و تیم جدید او از مردان ایکس خنثی شد، جهش یافته‌های جوانی که توسط خاویر با هدف ایجاد یک تیم ابرقهرمانی که به انسان‌ها و جهش‌یافته‌ها به طور یکسان نشان می‌دهد که جهش‌یافته‌ها می‌توانند از قدرت خود برای منافع بیشتر هر دو استفاده کنند، خنثی شد. گونه ها. خاویر ظاهراً مگنیتو را کشت، اما مخفیانه از قدرت خود برای پاک کردن خاطراتش استفاده کرد، به این امید که روزی بتواند مگنیتو را اصلاح کند.
اوایل قرن بیست و یکم نیز شاهد ظهور بسیاری از ابرقهرمانان جدید بود که اغلب در نتیجه تصادفاتی بود که به آنها قدرت های فوق العاده می داد. پیتر پارکر یکی از این افراد بود که پس از گزش توسط یک عنکبوت اصلاح‌شده ژنتیکی در یک سفر کلاسی به تأسیسات اسکورت، قدرت‌های فوق‌العاده‌ای دریافت کرد. 
خود عنکبوت به عنوان بخشی از قرارداد نظامی اسکورت برای تکرار سرم ابر سرباز ایجاد شده بود. «چهار شگفت‌انگیز» نمونه دیگری بود که پس از یک آزمایش علمی در تلاش برای نقشه‌برداری از منطقه N شکل گرفت و به پنج نفر قدرت‌های مافوق بشری داد، که چهار نفر از آنها چهار شگفت‌انگیز را تشکیل دادند.
جسد استیون راجرز در کما و حفظ شده توسط تونی استارک از اقیانوس اطلس بازیابی شد، احیا شد و در تیم سوپرقهرمانی آمریکایی شیلد ، یعنی نهایی ها که در پاسخ به حمله مگنیتو و اخوان به واشنگتن ایجاد شد، استخدام شد. اولین حضور عمومی تیم در غلبه بر هالک خشمگین اتفاق افتاد. اندکی پس از آن، نهایی ها بر فراز آریزونا با چیتاوری نبرد کردند، و در نتیجه آنچه از تهدید بیگانگان باقی مانده بود را نابود کردند، تلاش آنها را به زمین و نجات منظومه شمسی خنثی کردند. 
پس از پایان تهدید چیتاوری، نهایی ها توسط ذخایر تحت حمایت دولت دنبال شد و در نهایت، با انگیزه موفقیت نهایی ها، ایالات متحده شروع به به کار انداختن ابرانسان ها در درگیری های بین المللی کرد. این موضوع باعث ایجاد مناقشه در جامعه بین‌المللی شد و مسابقه تسلیحات ژنتیکی در حال انجام را برانگیخت.
علاوه بر این، سازمان ملل متحد قبلاً محدودیتی برای استفاده از ابرانسان ها به عنوان سلاح وضع کرده بود که بسیار شبیه به اعمال محدودیت هسته ای است. محدودیت‌هایی مانند ممنوعیت آزمایش‌های فرا بشری غیردولتی اعمال شد. 
با این حال، شرکت‌های خاصی مانند شرکت راکسون و اسکورت به طور مخفیانه آزمایش‌های غیرقانونی در ایجاد ابرانسان‌ها انجام دادند که در نتیجه افرادی مانند مرد شنی ، الکترو و حتی گیرین گابلین به وجود آمدند، اکثر افراد ایجاد شده توسط این شرکت ها به زندگی جنایی روی می آورند. 
با ظهور تکثیر فوق بشری و نهایی ها و همتای اروپایی EDI آن که با ابرانسان‌های قدرتمند خود بر جهان نظارت می‌کردند، در نهایت به حمله کنفدراسیونی از ملت‌ها به ایالات متحده با تیم مافوق بشری خود به نام لیبراتورها ختم شد،  تهاجم با شکست مواجه شد و ابرانسان های آمریکایی موفق شدند این حمله را دفع کنند، با این حال در نتیجه نهایی ها و دیگر قهرمانان در آمریکا شروع به جدایی از مسائل دولتی کردند تا از حوادث مشابهی مانند تهاجم لیبراتورها جلوگیری کنند.

### آمدن گالاکتوس
در سال ۱۹۰۸، موجودیت روباتی معروف به ویژن در روسیه فرود آمد. این آمده بود تا زمین را در مورد تهدید آینده گاه لک توس هشدار دهد، با این حال، ویژن آسیب دید و توسط دانشمندان روسی که در دوران جنگ سرد روی ویژن آزمایش کردند تا برنامه‌های سرباز فوق‌العاده خود را تقویت کنند، دستگیر شد. 
با این حال ویژن در نهایت رها شد و شروع به تعمیر کرد تا اینکه سرانجام توانست سیگنالی را به سراسر جهان ارسال کند، در پاسخ به این سیگنال، نهایی ها و ایکس من هر دو به طور جداگانه برای تحقیق به روسیه فرستاده شدند. 
با یافتن ربات و کمک به تکمیل تعمیرات آن، سرانجام توانست هدف خود را محقق کند، برای هشدار دادن به مردم زمین در مورد آمدن گالاکتوس، ازدحام پهپادهای بین کهکشانی که توسط یک هوشیاری منفرد متحد شده اند و از سیاره ای به سیاره دیگر سفر می کنند و از هسته حرارتی خود تغذیه می کنند.
در آماده‌سازی برای ورود، گالاکتوس مجموعه‌ای از هرالدها را به زمین فرستاد تا به عنوان رهبران فرقه‌ای عمل کنند که خودکشی‌های دسته‌جمعی را برای کاهش تهدید انسانی تبلیغ می‌کنند. 
در پاسخ به تهدیدی که پیش رو داشت، رید ریچاردز باطل کننده نهایی را به عنوان خط دفاعی اصلی زمین در برابر انبوه هواپیماهای بدون سرنشین ایجاد کرد، در آخرین ساعات قبل از رسیدن گا لک توس به زمین، چارلز خاویر موفق شد تماس روانی برقرار کند. 
این امر به اندازه کافی حواس گا لک توس را منحرف کرد تا رید بتواند یک ماده منفجره را از طریق باطل کننده به یک جهان جدید پرتاب کند و با استفاده از انفجار بزرگ که در نتیجه آن رخ داد، موفق شد انرژی مخرب را به فضای بیرونی هدایت کند، نزدیک به ۲۰ درصد از توده گاه لک توس نابود شد. 
این، همراه با "عفونت" مرتبط ساختن ذهن ها با مردم زمین از طریق چارلز خاویر، باعث فرار گالاکتوس شد، سپس ویژن با هدف هشدار دادن به جهان بعدی و ارائه اطلاعات مورد نیاز برای دفع تهدید، آن را دنبال کرد.

### مقدمه اولتیماتوم
در انبار مخفی پروژه پگاسوس در وایومینگ، ناظر زمین ۱۶۱۰ معروف به ناظر خود را دوباره فعال کرد و به چهار شگفت‌انگیز و سایر حاضران از یک رویداد فاجعه‌آمیز پیش‌بینی‌شده پس از عصر مارول و فاجعه‌ای که پیش از آن در رویدادی به نام "اولتیماتوم".

### اولتیماتوم
با توجه به اقدامات شرور چهار شگفت‌انگیز، دکتر دووم (که مرگ جادوگر اسکارلت و درگیری بین برادری جهش یافته و نهایی را دستکاری کرد) ، مگنیتو با انتقام گیری نقشه خود را در نابودی بشریت از طریق جابجایی قطب ها اجرا کرد. زمین، باعث بلایای طبیعی جهانی بر جهان می شود و تنها او و پیروانش باقی می مانند. در پی خشم مگنیتو، میلیون ها نفر از جمله بسیاری از قهرمانان مافوق بشر زمین و شروران به طور یکسان جان باختند. احساسات ضد جهش یافته در آمریکا تشدید شد و با کشته شدن اکثر اعضای آنها، مردان ایکس پس از کشته شدن رهبر آنها سکلوپ در یک ترور سازماندهی شده توسط اخوان، که اکنون توسط پسر مگنیتو، کوئیک سیلور رهبری می شود، منحل شدند. جهش یافته ها شروع به دستگیری و فرستادن آنها به اردوگاه های زندان کردند.

### پس از اولتیماتوم
پس از اولتیماتوم، جهش ها و توانایی های ویژه غیرقانونی تلقی شدند. سه هفته بعد، سازمان تروریستی AIM به ساختمان باکستر در جستجوی طرح‌واره‌های مکعب کیهانی (ساخته شده توسط خود رید ریچاردز) حمله کرد. آنها با کمک یک ابر سرباز شکست خورده شیلد معروف به جمجمه قرمز موفق به بدست آوردن آن شدند . پس از این اتفاق و فهمیدن اینکه جمجمه قرمز در واقع پسر اوست، کاپیتان آمریکا سرکشی کرد و کارول دانورز، مدیر شیلد، نیک فیوری را مسئول پروژه تازه احیا شده انتقام‌جویان کرد ، یک تیم عملیات سیاه که برای مقابله با تهدیدات قبل از رسیدن به منطقه طراحی شده بود.
تیم فیوری با بودجه گریگوری استارک با موفقیت به اهداف خود دست یافتند، در همین حین، شخصیتی مرموز به نام میستریو، سلطان جنایت را می‌کشد و تلاشی را برای تصرف زیرزمینی جنایتکار نیویورک آغاز می‌کند.
تونی استارک متوجه می شود که شخصی فناوری او را می دزدد و آن را در بازار سیاه می فروشد که سپس توسط دولت های خارجی خریداری می شود. تونی متوجه می‌شود که مردی که پشت همه این اتفاقات است، پدربزرگش هاوارد، پدر است که می‌خواست صنایع استارک را برای خودش تصاحب کند. سپس تونی در دفاع از خود او را کشت.

### دشمن نهایی
نوعی از موجودات بیگانه فوق‌بعدی شروع به حمله به مکان‌های استراتژیک مهم در جهان نهایی می‌کنند، مانند ساختمان باکستر و تریسکلیون. رید ریچاردز "کشته می شود" و قهرمانان باقی مانده خود به خود تحقیق می کنند، سپس مشخص شد که این حمله توسط خود ریچاردز هماهنگ شده است، زیرا او زمین را ناتوان از مراقبت از خود می‌دانست و تلاش می‌کرد تا جهان را تحت سلطه خود درآورد و با مشت آهنین بر آن حکومت کند تا بقای آن را با ارتش بیگانه‌ی فوق‌بعدی خود تضمین کند.
فیوری ارتشی از ابرانسان ها را رهبری می کند تا با ریچاردز که در یک پایگاه مخفی در داخل منطقه N پنهان شده بود مقابله کنند. 
پس از شکست، ریچاردز ناپدید شد و حمله متوقف شد. با این حال، در زمان زنده ماندن ریچاردز برای آنها ناشناخته بود.

### نهایی های جدید و جنگ خون آشام ها
لوکی به پارک مرکزی رسید و ترول‌ها را احضار کرد تا زمین را تصاحب کنند، نهایی های جدید تلاش کردند او را متوقف کنند، اما فایده‌ای نداشت تا اینکه والکری جانش را فدا کرد تا ثور را که در نهایت لوکی را شکست داد، وقتی ابرانسان‌ها شروع به ناپدید شدن می‌کنند، تیم عملیات سیاه فیوری آن را کشف کرد، کار یک گونه انسان نمای خون مکنده که به خون آشام ها معروف است،  هدف آنها تبدیل جمعیت مافوق بشر به خون آشام ها برای تسلط بر جهان بود و هدف اصلی آنها تریسکلیون به دلیل تعداد زیاد ابرانسان ها و آزمایش های غیرقانونی فوق بشری بازداشت شده در آنجا بود، سپس خون آشام ها به اریکسون و شیلد حمله می کنند، تلاش برای مبارزه بی فایده بود، اما کاپیتان آمریکا از چکش پرون برای انتقال تریسکلیون و میدان نبرد آن به خاورمیانه که در آن روز بود استفاده می کند و خون آشام ها را با موفقیت می کشد، این رویداد در تلویزیون زنده ضبط شد و هیاهوی رسانه ای بزرگی ایجاد کرد.

## شخصیت ها مارول نهایی
- مرد عنکبوتی (شخصیت مارول نهایی)
- کاپیتان آمریکا (شخصیت مارول نهایی)
- مرد آهنی (شخصیت مارول نهایی)
- ثور (شخصیت مارول نهایی)
- هالک (شخصیت مارول نهایی)
- ولورین (شخصیت مارول نهایی)
- زن عنکبوتی (شخصیت مارول نهایی)
- نیک فیوری (شخصیت مارول نهایی)
- چهار شگفت انگیز نهایی
- سازنده (رید ریچاردز)
- گرین گابلین (شخصیت مارول نهایی)
- مردان ایکس نهایی
- نهایی‌ها
- جیمز هادسون جونیور